# Chionaema haemacta
Chionaema haemacta är en fjärilsart som beskrevs av Pieter Cornelius Tobias Snellen 1896. Chionaema haemacta ingår i släktet Chionaema och familjen björnspinnare. Inga underarter finns listade i Catalogue of Life.